# The Hole (album)
The Hole je osmnácté studiové album nizozemské hardrockové skupiny Golden Earring, vydané v roce 1986 společností 21 Records. Produkoval jej Shell Schellekens, jenž se podílel i na předchozích dvou albech. Autorem fotografie v obalu alba je Anton Corbijn. V nizozemské hitparádě se umístilo na páté příčce. V americké Billboard 200 dosáhlo 196.

## Seznam skladeb
Všechny skladby napsali Barry Hay a George Kooymans, s výjimkou písně „Jump and Run“ (sám Kooymans).
| Pořadí         | Název                   | Délka |
| -------------- | ----------------------- | ----- |
| 1.             | Why Do I                | 4:44  |
| 2.             | Quiet Eyes              | 4:03  |
| 3.             | Save the Best for Later | 5:14  |
| 4.             | Have a Heart            | 3:59  |
| 5.             | Love in Motion          | 3:44  |
| 6.             | Jane Jane               | 4:54  |
| 7.             | Jump and Run            | 5:52  |
| 8.             | They Dance              | 5:10  |
| 9.             | A Shout in the Dark     | 5:33  |
| Celková délka: | Celková délka:          | 45:17 |

## Sestava

### Golden Earring
- Rinus Gerritsen – baskytara, klávesy
- Barry Hay – zpěv
- George Kooymans – kytara, zpěv
- Robert Jan Stips – klávesy
- Cesar Zuiderwijk – bicí

### Hosté
- Lisa Boray – doprovodný zpěv
- Loa Boray – doprovodný zpěv
- Wim Both – trubka
- Dionys Breukers – klávesy
- Piet Dolder – pozoun
- Peter Kuyt – trubka
- Julya Lo'Ko – doprovodný zpěv
- Patty Paff – doprovodný zpěv
- Rudi Van Dijk – saxofon